# Халмуратов, Тимур Алиаскарович
Тиму́р Алиаска́рович Халмура́тов (род. 29 апреля 1986, Ташкент, Узбекская ССР, СССР) — узбекско-казахстанский футболист, полузащитник.

## Карьера
Воспитанник ташкентского футбола. Первые тренеры — В. К. Абрамов, М. В. Кабаев.

## Достижения
- Серебряный призёр чемпионата Казахстана: 2009
- Победитель Первой лиги Казахстана: 2011